# Cynodon radiatus
Cynodon radiatus är en gräsart som beskrevs av Albrecht Wilhelm Roth. Cynodon radiatus ingår i släktet hundtandsgrässläktet, och familjen gräs. Inga underarter finns listade i Catalogue of Life.